# Danh sách cầu thủ tham dự giải vô địch bóng đá U-16 thế giới 1987

## Bảng A

### Ý
Huấn luyện viên:  Comunardo Niccolai
| Số | Vt | Cầu thủ                 | Ngày sinh (tuổi)            | Số trận | Câu lạc bộ     |
| -- | -- | ----------------------- | --------------------------- | ------- | -------------- |
| 1  | TM | Silvio Lafuenti         | 9 tháng 8, 1970 (16 tuổi)   |         | Milan          |
| 2  | HV | Giovanni Di Rocco       | 27 tháng 12, 1970 (16 tuổi) |         | Napoli         |
| 3  | HV | Donatello Gasparini     | 29 tháng 7, 1971 (15 tuổi)  |         | Torino         |
| 4  | HV | Ildebrando Stafico      | 12 tháng 10, 1970 (16 tuổi) |         | Internazionale |
| 5  | HV | Davide Grosso           | 5 tháng 11, 1970 (16 tuổi)  |         | Milan          |
| 6  | TV | Marcello Melli          | 8 tháng 7, 1971 (15 tuổi)   |         | Parma          |
| 7  | TV | Alessandro Brunetti     | 5 tháng 2, 1971 (16 tuổi)   |         | Torino         |
| 8  | HV | Gianluca Pessotto       | 11 tháng 8, 1970 (16 tuổi)  |         | Milan          |
| 9  | TV | Fabio Gallo             | 11 tháng 9, 1970 (16 tuổi)  |         | Internazionale |
| 10 | TV | Andrea Bianchi          | 25 tháng 8, 1970 (16 tuổi)  |         | Roma           |
| 11 | TĐ | Massimiliano Cappellini | 21 tháng 1, 1971 (16 tuổi)  |         | Milan          |
| 12 | TM | Davide Micillo          | 17 tháng 4, 1971 (16 tuổi)  |         | Juventus       |
| 13 | HV | Lorenzo Amoruso         | 28 tháng 6, 1971 (15 tuổi)  |         | Bari           |
| 14 | TV | Daniele Morra           | 25 tháng 8, 1971 (15 tuổi)  |         | Lazio          |
| 15 | HV | Carlo Bocchialini       | 8 tháng 10, 1970 (16 tuổi)  |         | Parma          |
| 16 | TV | Vincenzo Esposito       | 6 tháng 1, 1971 (16 tuổi)   |         | Valdiano       |
| 17 | TĐ | Andrea Villa            | 25 tháng 9, 1970 (16 tuổi)  |         | Atalanta       |
| 18 | TĐ | Libero Manfredi         | 19 tháng 5, 1971 (16 tuổi)  |         | Avellino       |

### Canada
Huấn luyện viên:  Brian Hughes
| Số | Vt | Cầu thủ           | Ngày sinh (tuổi)            | Số trận | Câu lạc bộ          |
| -- | -- | ----------------- | --------------------------- | ------- | ------------------- |
| 1  | TM | Antoine Lagarec   | 3 tháng 9, 1970 (16 tuổi)   |         | Ottawa Pioneers     |
| 2  | HV | Cam Bowman        | 28 tháng 6, 1971 (15 tuổi)  |         | Vancouver City      |
| 3  | HV | Paul Boyle        | 16 tháng 10, 1970 (16 tuổi) |         | Wexford             |
| 4  | TV | Carl Fletcher     | 26 tháng 12, 1971 (15 tuổi) |         | Scarborough Blues   |
| 5  | HV | André Belotte     | 2 tháng 6, 1971 (16 tuổi)   |         | Montreal Supra      |
| 6  | HV | Steve MacDonald   | 13 tháng 10, 1970 (16 tuổi) |         | Vancouver City      |
| 7  | TĐ | Paul Peschisolido | 25 tháng 5, 1971 (16 tuổi)  |         | Scarborough Blues   |
| 8  | TV | Kevin Holness     | 25 tháng 9, 1971 (15 tuổi)  |         | FC Blitz            |
| 9  | TĐ | Guido Titotto     | 30 tháng 4, 1971 (16 tuổi)  |         | Cliff Avenue United |
| 10 | TV | Jack Wendt        | 23 tháng 2, 1971 (16 tuổi)  |         | Lynn Valley         |
| 11 | TV | Rob Csabai        | 3 tháng 8, 1970 (16 tuổi)   |         | Vancouver City      |
| 12 | HV | Kyle McGuffin     | 18 tháng 2, 1971 (16 tuổi)  |         | London City         |
| 13 | TV | Joaquin Gonzales  | 30 tháng 10, 1970 (16 tuổi) |         | Dundas              |
| 14 | TĐ | Sandro Césario    | 10 tháng 5, 1972 (15 tuổi)  |         | Toronto Italia      |
| 15 | TV | Gad Esposito      | 1 tháng 5, 1971 (16 tuổi)   |         | Hispanic            |
| 16 | TĐ | Darren Fernandes  | 21 tháng 9, 1971 (15 tuổi)  |         | Scarborough Blues   |
| 17 | HV | Rick Zenari       | 5 tháng 12, 1971 (15 tuổi)  |         | Edmonton Juventus   |
| 18 | TM | Jason Maros       | 20 tháng 8, 1971 (15 tuổi)  |         | Westminster         |

### Qatar
Huấn luyện viên:  Humberto Redes Filho
| Số | Vt | Cầu thủ              | Ngày sinh (tuổi)            | Số trận | Câu lạc bộ |
| -- | -- | -------------------- | --------------------------- | ------- | ---------- |
| 1  | TM | Fareed Mahmoub       | 13 tháng 7, 1971 (15 tuổi)  |         | Al-Rayyan  |
| 2  | HV | Jumah Johar          | 28 tháng 8, 1970 (16 tuổi)  |         | Al-Wakrah  |
| 3  | HV | Abdullah Mohamed     | 15 tháng 9, 1970 (16 tuổi)  |         | Al-Arabi   |
| 4  | HV | Hamad Al-Mannai      | 8 tháng 8, 1970 (16 tuổi)   |         | Qatar SC   |
| 5  | TV | Edrees Khairi        | 20 tháng 9, 1971 (15 tuổi)  |         | Al-Sadd    |
| 6  | HV | Abdullah Hassan      | 4 tháng 10, 1972 (14 tuổi)  |         | Al-Wakrah  |
| 7  | TV | Tariq Dekhayel       | 11 tháng 9, 1971 (15 tuổi)  |         | Qatar SC   |
| 8  | TV | Rashid Suwaid        | 5 tháng 9, 1973 (13 tuổi)   |         | Al-Rayyan  |
| 9  | TĐ | Salmeen Mubarak      | 13 tháng 9, 1972 (14 tuổi)  |         | Al-Tawoon  |
| 10 | TV | Fahad Al-Kuwari      | 19 tháng 12, 1973 (13 tuổi) |         | Al-Tadamon |
| 11 | TĐ | Kareem Ahmed         | 10 tháng 8, 1971 (15 tuổi)  |         | Al-Arabi   |
| 12 | TV | Sultan Al-Kawari     | 14 tháng 8, 1971 (15 tuổi)  |         | Al-Tadamon |
| 13 | TV | Zamel Al-Kuwari      | 23 tháng 8, 1973 (13 tuổi)  |         | Al-Shamal  |
| 14 | TV | Abdullah Al-Burshaid | 3 tháng 12, 1970 (16 tuổi)  |         | Al-Wakrah  |
| 15 | TV | Abdulla Yousuf       | 20 tháng 8, 1971 (15 tuổi)  |         | Qatar SC   |
| 16 | TĐ | Hassan Bushaya       | 15 tháng 8, 1970 (16 tuổi)  |         | Al-Arabi   |
| 17 | HV | Jamal Abdullah       | 30 tháng 8, 1970 (16 tuổi)  |         | Qatar SC   |
| 18 | TM | Ibrahim Al-Derhim    | 7 tháng 8, 1970 (16 tuổi)   |         | Al-Shamal  |

### Ai Cập
Huấn luyện viên:  Taha Basry
| Số | Vt | Cầu thủ              | Ngày sinh (tuổi)            | Số trận | Câu lạc bộ |
| -- | -- | -------------------- | --------------------------- | ------- | ---------- |
| 1  | TM | Khairat Basem        | 17 tháng 8, 1970 (16 tuổi)  |         | El Shams   |
| 2  | TM | Soliman El Sayed     | 20 tháng 10, 1970 (16 tuổi) |         | El-Ismaily |
| 3  | HV | Mohamed Abdel Razik  | 9 tháng 10, 1970 (16 tuổi)  |         | Al-Ahly    |
| 4  | TV | Mohamed Abdel Rahman | 17 tháng 11, 1970 (16 tuổi) |         | El-Mehalla |
| 5  | HV | Khaled Yehia         | 4 tháng 9, 1971 (15 tuổi)   |         | Zamalek    |
| 6  | TV | Abdel Raouf El Karwa | 5 tháng 9, 1970 (16 tuổi)   |         | El-Mehalla |
| 7  | TĐ | Mohamed Ramadan      | 15 tháng 11, 1970 (16 tuổi) |         | Tersana    |
| 8  | TĐ | Kalil Sameh          | 15 tháng 12, 1971 (15 tuổi) |         | Zamalek    |
| 9  | TĐ | Gamal Musaed         | 24 tháng 3, 1971 (16 tuổi)  |         | Al-Ahly    |
| 10 | TV | Sherif El Rifaie     | 15 tháng 8, 1971 (15 tuổi)  |         | Zamalek    |
| 11 | HV | Tamer Abdel Hamid    | 16 tháng 10, 1971 (15 tuổi) |         | Zamalek    |
| 12 | TV | Hany Hussain         | 22 tháng 9, 1970 (16 tuổi)  |         | Al-Ahly    |
| 13 | HV | Sayed Fouad          | 15 tháng 10, 1970 (16 tuổi) |         | Al-Ahly    |
| 14 | TV | Mostafa Ibrahim      | 1 tháng 8, 1970 (16 tuổi)   |         | Zamalek    |
| 15 | TV | Walid Moustafa       | 27 tháng 10, 1971 (15 tuổi) |         | Al-Ahly    |
| 16 | HV | Hazem Ibrahim        | 2 tháng 9, 1970 (16 tuổi)   |         | Zamalek    |
| 17 | TM | Esam Dayeb           | 1 tháng 11, 1970 (16 tuổi)  |         | Tersana    |
| 18 | HV | Mohamed Abdel Azim   | 6 tháng 1, 1971 (16 tuổi)   |         | El-Masry   |

## Bảng B

### Bờ Biển Ngà
Huấn luyện viên:  Roger Koffi
| Số | Vt | Cầu thủ          | Ngày sinh (tuổi)            | Số trận | Câu lạc bộ      |
| -- | -- | ---------------- | --------------------------- | ------- | --------------- |
| 1  | TM | Mamadou Kanigui  | 9 tháng 9, 1970 (16 tuổi)   |         | ASEC Abidjan    |
| 2  | HV | Gboignon Dagbei  | 18 tháng 12, 1970 (16 tuổi) |         | Stade d'Abidjan |
| 3  | HV | Gbaka Koloko     | 16 tháng 12, 1973 (13 tuổi) |         | Stade d'Abidjan |
| 4  | HV | Abdoulaye Koné   | 12 tháng 7, 1971 (15 tuổi)  |         | Stade d'Abidjan |
| 5  | HV | Bangali Bamba    | 2 tháng 8, 1970 (16 tuổi)   |         | ASEC Abidjan    |
| 6  | TV | Issa Traoré      | 9 tháng 1, 1971 (16 tuổi)   |         | Africa Sports   |
| 7  | TĐ | Moussa Traoré    | 25 tháng 12, 1971 (15 tuổi) |         | Rio Anyama      |
| 8  | TV | Moussa Konaté    | 11 tháng 4, 1972 (15 tuổi)  |         | ASEC Abidjan    |
| 9  | TĐ | Théophile Beda   | 5 tháng 3, 1971 (16 tuổi)   |         | ASEC Abidjan    |
| 10 | TV | Michel Bassole   | 18 tháng 7, 1972 (14 tuổi)  |         | ASEC Abidjan    |
| 11 | TV | Lama Dea         | 6 tháng 4, 1971 (16 tuổi)   |         | Stella Club     |
| 12 | TĐ | Dégri Gae        | 12 tháng 10, 1970 (16 tuổi) |         | Africa Sports   |
| 13 | HV | Guy Akosso       | 29 tháng 12, 1970 (16 tuổi) |         | Stade d'Abidjan |
| 14 | TV | Félix Kra        | 25 tháng 11, 1971 (15 tuổi) |         | Stella Club     |
| 15 | TV | Serge Maguy      | 20 tháng 10, 1970 (16 tuổi) |         | ASEC Abidjan    |
| 16 | TM | Losseni Konaté   | 29 tháng 12, 1972 (14 tuổi) |         | Stella Club     |
| 17 | TV | Eddie Kacou      | 15 tháng 12, 1973 (13 tuổi) |         | ASEC Abidjan    |
| 18 | TĐ | Jean-Marius Zézé | 22 tháng 12, 1972 (14 tuổi) |         | Stade d'Abidjan |

### Hàn Quốc
Huấn luyện viên:  Kim Sam-Rak
| Số | Vt | Cầu thủ         | Ngày sinh (tuổi)            | Số trận | Câu lạc bộ                          |
| -- | -- | --------------- | --------------------------- | ------- | ----------------------------------- |
| 1  | TM | Cho Hyun-Kon    | 16 tháng 10, 1970 (16 tuổi) |         | Yongmoon High School                |
| 2  | HV | Jang Jeong-Hoon | 17 tháng 9, 1970 (16 tuổi)  |         | Yongmoon High School                |
| 3  | HV | Kim Doo-Sun     | 24 tháng 12, 1970 (16 tuổi) |         | Dongbuk High School                 |
| 4  | HV | Kim Byung-Soo   | 24 tháng 11, 1970 (16 tuổi) |         | Kyungshin High School               |
| 5  | HV | An Jin-Kyu      | 18 tháng 10, 1970 (16 tuổi) |         | Induk Technical School              |
| 6  | HV | Chung Kwang-Suk | 1 tháng 12, 1970 (16 tuổi)  |         | Dongbuk High School                 |
| 7  | TĐ | Seo Jung-Won    | 17 tháng 12, 1970 (16 tuổi) |         | Geoje High School                   |
| 8  | TV | Oh Sang-Kyun    | 11 tháng 11, 1970 (16 tuổi) |         | Paichai High School                 |
| 9  | TĐ | Lee Tae-Hong    | 1 tháng 10, 1971 (15 tuổi)  |         | Daegu Technical School              |
| 10 | TV | Shin Tae-Yong   | 11 tháng 10, 1970 (16 tuổi) |         | Daegu Technical School              |
| 11 | TV | Kim In-Wan      | 13 tháng 2, 1971 (16 tuổi)  |         | Daejeon Commercial School           |
| 12 | TĐ | Kwon Tae-Suk    | 11 tháng 11, 1970 (16 tuổi) |         | Sudo Technical School               |
| 13 | TV | Lim Wan-Sub     | 15 tháng 8, 1971 (15 tuổi)  |         | Han Yang Technical School           |
| 14 | TV | Noh Jung-Yoon   | 28 tháng 3, 1971 (16 tuổi)  |         | Boo Pyung High School               |
| 15 | HV | Shon Swung-Wan  | 9 tháng 9, 1972 (14 tuổi)   |         | Hanyang Technical School            |
| 16 | TV | Kang Moon-Suk   | 8 tháng 9, 1970 (16 tuổi)   |         | Bupyeong High School                |
| 17 | TĐ | Kim Ho-Chul     | 5 tháng 1, 1971 (16 tuổi)   |         | Bupyeong High School                |
| 18 | TM | Kim Bong-Soo    | 4 tháng 12, 1970 (16 tuổi)  |         | Sudo Electric Technical High School |

### Hoa Kỳ
Huấn luyện viên:  Roy Rees
| Số | Vt | Cầu thủ        | Ngày sinh (tuổi)            | Số trận | Câu lạc bộ            |
| -- | -- | -------------- | --------------------------- | ------- | --------------------- |
| 1  | TM | Drew Burwash   | 26 tháng 8, 1970 (16 tuổi)  |         | Cape Coral Tornado    |
| 2  | HV | Troy Dayak     | 29 tháng 1, 1971 (16 tuổi)  |         | Livermore SC          |
| 3  | HV | Mike Burns     | 14 tháng 9, 1970 (16 tuổi)  |         | Marlborough SC        |
| 4  | HV | Tom O'Connor   | 17 tháng 10, 1970 (16 tuổi) |         | Sunnyvale United      |
| 5  | HV | Peter Cochran  | 12 tháng 1, 1971 (16 tuổi)  |         | Tualatin Hills United |
| 6  | TV | Erik Imler     | 1 tháng 6, 1971 (16 tuổi)   |         | Bowie Strikers        |
| 7  | TV | Tim Gallegos   | 30 tháng 10, 1970 (16 tuổi) |         | Striker United        |
| 8  | TV | Chad Deering   | 2 tháng 9, 1970 (16 tuổi)   |         | Dallas Comets         |
| 9  | TĐ | Steve Snow     | 2 tháng 3, 1971 (16 tuổi)   |         | Maroon SC             |
| 10 | TĐ | Ben Crawley    | 5 tháng 6, 1971 (16 tuổi)   |         | Austin Flyers         |
| 11 | TĐ | Gil Kang       | 5 tháng 8, 1971 (15 tuổi)   |         | Philadelphia Suburban |
| 12 | TV | Scott McDaniel | 8 tháng 1, 1971 (16 tuổi)   |         | Busch SC              |
| 13 | TV | Marco Ferruzzi | 15 tháng 10, 1970 (16 tuổi) |         | Austin Capitols       |
| 14 | HV | Lance Killian  | 24 tháng 2, 1971 (16 tuổi)  |         | F.C. Portland         |
| 15 | HV | Brian Scott    | 1 tháng 9, 1970 (16 tuổi)   |         | Eastside Crossfire    |
| 16 | TĐ | Mike Smith     | 13 tháng 11, 1970 (16 tuổi) |         | Oceanside United      |
| 17 | TV | Nelson Medina  | 22 tháng 4, 1971 (16 tuổi)  |         | La Jolla Nomads       |
| 18 | TM | Mark Dulle     | 6 tháng 8, 1970 (16 tuổi)   |         | Liebe SC              |

### Ecuador
Huấn luyện viên:  Eduardo Macias Villegas
| Số | Vt | Cầu thủ          | Ngày sinh (tuổi)            | Số trận | Câu lạc bộ          |
| -- | -- | ---------------- | --------------------------- | ------- | ------------------- |
| 1  | TM | Erwin Ramírez    | 14 tháng 11, 1971 (15 tuổi) |         | Deportivo Quevedo   |
| 2  | HV | José Muñoz       | 1 tháng 3, 1971 (16 tuổi)   |         | Barcelona           |
| 3  | HV | Raúl Noriega     | 4 tháng 1, 1971 (16 tuổi)   |         | Barcelona           |
| 4  | HV | Nelson Toral     | 27 tháng 6, 1971 (15 tuổi)  |         | Filanbanco          |
| 5  | TV | José Macias      | 13 tháng 8, 1970 (16 tuổi)  |         | Filancard           |
| 6  | HV | Lucitanio Castro | 27 tháng 6, 1971 (15 tuổi)  |         | Barcelona           |
| 7  | TV | Rafael Mejía     | 17 tháng 8, 1970 (16 tuổi)  |         | Filanbanco          |
| 8  | TĐ | Víctor Ramos     | 28 tháng 7, 1971 (15 tuổi)  |         | Emelec              |
| 9  | TĐ | Segundo Mina     | 29 tháng 9, 1970 (16 tuổi)  |         | Filancard           |
| 10 | TV | César Canchi     | 20 tháng 2, 1971 (16 tuổi)  |         | Bernardo Valdivieso |
| 11 | TV | Anzor Filian     | 29 tháng 9, 1970 (16 tuổi)  |         | Filanbanco          |
| 12 | TM | Helmut Moeller   | 5 tháng 4, 1971 (16 tuổi)   |         | Barcelona           |
| 13 | HV | Jorge Aguilar    | 27 tháng 3, 1971 (16 tuổi)  |         | Crack del Norte     |
| 14 | TV | José Rodríguez   | 16 tháng 10, 1970 (16 tuổi) |         | Calvi               |
| 15 | TV | Hjalmar Zambrano | 23 tháng 4, 1971 (16 tuổi)  |         | Filanbanco          |
| 16 | TĐ | Aldrin Reyes     | 30 tháng 7, 1971 (15 tuổi)  |         | 9 de Octubre        |
| 17 | TĐ | José Albán       | 30 tháng 10, 1970 (16 tuổi) |         | Barcelona           |
| 18 | HV | May Gutiérrez    | 3 tháng 10, 1971 (15 tuổi)  |         | LDU Quito           |

## Bảng C

### Brasil
Huấn luyện viên:  José de Souza Teixeira
| Số | Vt | Cầu thủ           | Ngày sinh (tuổi)            | Số trận | Câu lạc bộ    |
| -- | -- | ----------------- | --------------------------- | ------- | ------------- |
| 1  | TM | Carlos Germano    | 14 tháng 8, 1970 (16 tuổi)  |         | Vasco da Gama |
| 2  | HV | Mário Carlos      | 14 tháng 8, 1970 (16 tuổi)  |         | Flamengo      |
| 3  | HV | Sandro            | 16 tháng 12, 1970 (16 tuổi) |         | Ponte Preta   |
| 4  | HV | Rogério           | 20 tháng 3, 1971 (16 tuổi)  |         | Flamengo      |
| 5  | TV | Alexandre         | 13 tháng 2, 1971 (16 tuổi)  |         | Juventus      |
| 6  | HV | Marco Antônio     | 11 tháng 8, 1970 (16 tuổi)  |         | Grêmio        |
| 7  | TV | Paulo Nunes       | 30 tháng 10, 1971 (15 tuổi) |         | Flamengo      |
| 8  | TV | Marcelo           | 26 tháng 8, 1970 (16 tuổi)  |         | Vitória       |
| 9  | TĐ | Antônio           | 18 tháng 12, 1971 (15 tuổi) |         | São Paulo     |
| 10 | TV | Roberto Assis     | 10 tháng 1, 1971 (16 tuổi)  |         | Grêmio        |
| 11 | TĐ | Marco Antônio II  | 24 tháng 12, 1970 (16 tuổi) |         | Santos        |
| 12 | TM | Édson             | 22 tháng 1, 1971 (16 tuổi)  |         | Ponte Preta   |
| 13 | HV | Leonardo          | 14 tháng 10, 1970 (16 tuổi) |         | XV de Jaú     |
| 14 | TĐ | Marco Antônio III | 11 tháng 2, 1971 (16 tuổi)  |         | Portuguesa    |
| 15 | TV | José Mauricio     | 23 tháng 11, 1970 (16 tuổi) |         | Vasco da Gama |
| 16 | HV | André Gustavo     | 13 tháng 1, 1971 (16 tuổi)  |         | Ponte Preta   |
| 17 | TĐ | Alvaro José       | 20 tháng 8, 1970 (16 tuổi)  |         | América       |
| 18 | TV | Sonny Anderson    | 19 tháng 9, 1970 (16 tuổi)  |         | XV de Jaú     |

### Pháp
Huấn luyện viên:  Jean-Pierre Morlans
| Số | Vt | Cầu thủ                | Ngày sinh (tuổi)            | Số trận | Câu lạc bộ          |
| -- | -- | ---------------------- | --------------------------- | ------- | ------------------- |
| 1  | TM | Olivier Oudet          | 25 tháng 9, 1970 (16 tuổi)  |         | Auxerre             |
| 2  | HV | Benjamin Sutter        | 21 tháng 9, 1970 (16 tuổi)  |         | Lyon                |
| 3  | TĐ | Fabrice Albertier      | 3 tháng 11, 1970 (16 tuổi)  |         | Racing Club         |
| 4  | HV | Gilles Giuliano        | 7 tháng 10, 1970 (16 tuổi)  |         | AS Mazargues        |
| 5  | TV | Emmanuel Petit         | 22 tháng 9, 1970 (16 tuổi)  |         | AS Monaco           |
| 6  | HV | Marc Leduc             | 19 tháng 1, 1971 (16 tuổi)  |         | AS Monaco           |
| 7  | TV | Mickaël Debève         | 1 tháng 12, 1970 (16 tuổi)  |         | Toulouse            |
| 8  | TV | David Delbarre         | 24 tháng 9, 1970 (16 tuổi)  |         | Auxerre             |
| 9  | TĐ | Franck Soler           | 3 tháng 10, 1970 (16 tuổi)  |         | Auxerre             |
| 10 | TĐ | Stéphane Roche         | 25 tháng 9, 1970 (16 tuổi)  |         | Lyon                |
| 11 | TV | Roland Lagaronne       | 23 tháng 11, 1970 (16 tuổi) |         | Bordeaux            |
| 12 | TV | Thierry Pidery         | 27 tháng 9, 1970 (16 tuổi)  |         | AS Mazargues        |
| 13 | HV | Gilles Adrian          | 16 tháng 8, 1970 (16 tuổi)  |         | Toulouse            |
| 14 | TĐ | David Rincon           | 3 tháng 8, 1970 (16 tuổi)   |         | Paris Saint-Germain |
| 15 | HV | Avelino de Vasconcelos | 3 tháng 3, 1971 (16 tuổi)   |         | Paris Saint-Germain |
| 16 | TM | Samuel Toutain         | 19 tháng 11, 1970 (16 tuổi) |         | Le Havre            |
| 17 | HV | Franck Rabarivony      | 15 tháng 11, 1970 (16 tuổi) |         | Auxerre             |
| 18 | TV | Jérémie Sutter         | 21 tháng 9, 1970 (16 tuổi)  |         | Lyon                |

### Ả Rập Xê Út
Huấn luyện viên:  Mohammed Al-Kharashy
| Số | Vt | Cầu thủ                  | Ngày sinh (tuổi)            | Số trận | Câu lạc bộ  |
| -- | -- | ------------------------ | --------------------------- | ------- | ----------- |
| 1  | TM | Musa Bedewi              | 20 tháng 10, 1970 (16 tuổi) |         | Al-Wahda    |
| 2  | TV | Khalid Al-Muwallid       | 23 tháng 11, 1971 (15 tuổi) |         | Al-Ahli     |
| 3  | TV | Mohammed Shalgan         | 28 tháng 10, 1970 (16 tuổi) |         | Al-Nassr    |
| 4  | HV | Mohammed Feraij          | 11 tháng 11, 1971 (15 tuổi) |         | Al-Ittihad  |
| 5  | HV | Abdullah Saleh Al-Dosari | 23 tháng 11, 1970 (16 tuổi) |         | Al-Qadisiya |
| 6  | TĐ | Mohammed Al-Khalifah     | 17 tháng 1, 1971 (16 tuổi)  |         | Al-Hajar    |
| 7  | TĐ | Musa Al-Harbi            | 3 tháng 12, 1971 (15 tuổi)  |         | Al-Ansar    |
| 8  | HV | Musaed Al-Terair         | 31 tháng 8, 1970 (16 tuổi)  |         | Al-Ansar    |
| 9  | TĐ | Mohammed Al-Sewailem     | 24 tháng 8, 1970 (16 tuổi)  |         | Al-Akhadoud |
| 10 | TV | Mansour Al-Muwaine       | 24 tháng 10, 1970 (16 tuổi) |         | Al-Hilal    |
| 11 | TĐ | Turki Zayed              | 15 tháng 10, 1970 (16 tuổi) |         | Al-Nakhil   |
| 12 |    | Mohammed Bamasoud        | 21 tháng 11, 1970 (16 tuổi) |         | Al-Hilal    |
| 13 | TM | Hassan Adam              | 5 tháng 8, 1970 (16 tuổi)   |         | Al-Ittihad  |
| 14 | TV | Mohammed Al-Farhan       | 8 tháng 9, 1970 (16 tuổi)   |         | Al-Qadisiya |
| 15 | HV | Saad Al-Henaidi          | 17 tháng 12, 1970 (16 tuổi) |         | Al-Kawkab   |
| 16 | HV | Mohammed Al-Zubair       | 2 tháng 11, 1970 (16 tuổi)  |         | Al-Riyadh   |
| 17 | TV | Abdulrahman Al-Hamdan    | 17 tháng 8, 1970 (16 tuổi)  |         | Al-Shabab   |
| 18 | TV | Abdullah Al-Toraiqi      | 8 tháng 12, 1971 (15 tuổi)  |         | Al-Nassr    |

### Úc
Huấn luyện viên:  Vic Dalgleish
| Số | Vt | Cầu thủ             | Ngày sinh (tuổi)           | Số trận | Câu lạc bộ                    |
| -- | -- | ------------------- | -------------------------- | ------- | ----------------------------- |
| 1  | TM | John Russell        | 2 tháng 3, 1971 (16 tuổi)  |         | West Wallsend                 |
| 2  | HV | Louis Triantafyllou | 6 tháng 10, 1970 (16 tuổi) |         | Sydney Olympic                |
| 3  | HV | Gregory Mills       | 6 tháng 8, 1970 (16 tuổi)  |         | Australian Institute of Sport |
| 4  | HV | Dominic Longo       | 23 tháng 8, 1970 (16 tuổi) |         | Juventus Pioneers             |
| 5  | HV | Steven Horvat       | 4 tháng 3, 1971 (16 tuổi)  |         | Australian Institute of Sport |
| 6  | HV | Steve Georgakis     | 25 tháng 8, 1970 (16 tuổi) |         | Sydney Olympic                |
| 7  | TV | Gregory Dickinson   | 20 tháng 5, 1971 (16 tuổi) |         | Melita Eagles                 |
| 8  | TV | Craig McGregor      | 15 tháng 1, 1971 (16 tuổi) |         | Highfields Azzurri            |
| 9  | TV | Stephane Jee        | 30 tháng 4, 1971 (16 tuổi) |         | Sydney Olympic                |
| 10 | TV | Darren Freiberg     | 28 tháng 9, 1970 (16 tuổi) |         | Coalstars                     |
| 11 | TV | Dean McWhirter      | 27 tháng 9, 1970 (16 tuổi) |         | Highfields Azzurri            |
| 12 | TV | Steve Dimoudis      | 29 tháng 9, 1970 (16 tuổi) |         | St. George                    |
| 13 | TĐ | John Christopoulos  | 31 tháng 3, 1971 (16 tuổi) |         | Polonia Adelaide              |
| 14 | TV | Matthew Bingley     | 16 tháng 8, 1971 (15 tuổi) |         | St. George                    |
| 15 | TĐ | Paolo Rago          | 8 tháng 4, 1971 (16 tuổi)  |         | Melita Eagles                 |
| 16 | TV | Anthony Pisano      | 5 tháng 9, 1971 (15 tuổi)  |         | A.P.I.A. Leichhardt           |
| 17 | TĐ | Philip Richardson   | 23 tháng 8, 1970 (16 tuổi) |         | Frankston Pines               |
| 18 | TM | Mark Bosnich        | 13 tháng 1, 1972 (15 tuổi) |         | Sydney Croatia                |

## Bảng D

### Liên Xô
Huấn luyện viên:  Aleksandr Piskaryov
| Số | Vt | Cầu thủ             | Ngày sinh (tuổi)            | Số trận | Câu lạc bộ          |
| -- | -- | ------------------- | --------------------------- | ------- | ------------------- |
| 1  | TM | Yuri Okroshidze     | 23 tháng 8, 1970 (16 tuổi)  |         | Zenit Leningrad     |
| 2  | HV | Arif Asadov         | 18 tháng 8, 1970 (16 tuổi)  |         | Neftchi Baku        |
| 3  | HV | Yuri Mokritski      | 16 tháng 10, 1970 (16 tuổi) |         | Karpaty Lvov        |
| 4  | HV | Serhiy Bezhenar     | 9 tháng 8, 1970 (16 tuổi)   |         | Kolos Nikopol       |
| 5  | HV | Yuriy Moroz         | 8 tháng 8, 1970 (16 tuổi)   |         | Dynamo Kiev         |
| 6  | TV | Oleg Matveev        | 18 tháng 8, 1970 (16 tuổi)  |         | Rostselmash Rostov  |
| 7  | TV | Vladislav Kadyrov   | 16 tháng 10, 1970 (16 tuổi) |         | Neftchi Baku        |
| 8  | TV | Anatoliy Mushchynka | 19 tháng 8, 1970 (16 tuổi)  |         | Karpaty Lvov        |
| 9  | TĐ | Yuriy Nikiforov     | 16 tháng 9, 1970 (16 tuổi)  |         | Chernomorets Odessa |
| 10 | TV | Mirjalol Qosimov    | 17 tháng 9, 1970 (16 tuổi)  |         | Dynamo Moscow       |
| 11 | TĐ | Sergei Arutyunian   | 23 tháng 3, 1971 (16 tuổi)  |         | Dynamo Sukhumi      |
| 12 | HV | Irakli Ghelenava    | 9 tháng 9, 1970 (16 tuổi)   |         | Dynamo Sukhumi      |
| 13 | TV | Valeri Vysokos      | 13 tháng 12, 1970 (16 tuổi) |         | Dynamo Kiev         |
| 14 | HV | Vyacheslav Tsaryov  | 4 tháng 5, 1971 (16 tuổi)   |         | Torpedo Moscow      |
| 15 | TĐ | Nikolai Rusin       | 17 tháng 9, 1970 (16 tuổi)  |         | Dynamo Kiev         |
| 16 | TM | Viktor Guz          | 16 tháng 1, 1971 (16 tuổi)  |         | Rotor Volgograd     |
| 17 | TĐ | Yuri Marakov        | 30 tháng 10, 1970 (16 tuổi) |         | Dynamo Kiev         |
| 18 | TV | Vladislav Lemish    | 20 tháng 8, 1970 (16 tuổi)  |         | Neftchi Baku        |

### Nigeria
Huấn luyện viên:  Sebastian Brodrick-Imasuen
| Số | Vt | Cầu thủ            | Ngày sinh (tuổi)            | Số trận | Câu lạc bộ |
| -- | -- | ------------------ | --------------------------- | ------- | ---------- |
| 1  | TM | Angus Ikeji        | 10 tháng 12, 1970 (16 tuổi) |         | No club    |
| 2  | HV | Tonworimi Duere    | 20 tháng 11, 1970 (16 tuổi) |         | No club    |
| 3  | TV | Baba Jibrin        | 23 tháng 4, 1971 (16 tuổi)  |         | No club    |
| 4  | TV | Fatai Atere        | 1 tháng 8, 1971 (15 tuổi)   |         | No club    |
| 5  | TĐ | Eli Ayuba          | 20 tháng 12, 1972 (14 tuổi) |         | No club    |
| 6  | TV | Taiwo Enegwea      | 29 tháng 6, 1972 (14 tuổi)  |         | No club    |
| 7  | HV | Oladuni Oyekale    | 9 tháng 12, 1972 (14 tuổi)  |         | No club    |
| 8  | TV | Albert Eke         | 30 tháng 10, 1971 (15 tuổi) |         | No club    |
| 9  | TV | Mohammed Oladimeji | 24 tháng 7, 1971 (15 tuổi)  |         | No club    |
| 10 | TV | Olusegun Fetuga    | 27 tháng 12, 1972 (14 tuổi) |         | No club    |
| 11 | TĐ | Anthony Emoedofu   | 1 tháng 12, 1972 (14 tuổi)  |         | No club    |
| 12 | TM | Lemmy Isa          | 22 tháng 12, 1972 (14 tuổi) |         | No club    |
| 13 | HV | Peter Ogaba        | 24 tháng 9, 1974 (12 tuổi)  |         | No club    |
| 14 | TV | Christopher Nwosu  | 6 tháng 10, 1971 (15 tuổi)  |         | No club    |
| 15 | HV | Charles Obazee     | 11 tháng 8, 1972 (14 tuổi)  |         | No club    |
| 16 | HV | Bawa Abdullahi     | 20 tháng 4, 1972 (15 tuổi)  |         | No club    |
| 17 | TĐ | Philip Osundo      | 28 tháng 11, 1971 (15 tuổi) |         | No club    |
| 18 | HV | Sarafa Salami      | 16 tháng 7, 1972 (14 tuổi)  |         | No club    |

- Nigerian players were selected from school teams.

### México
Huấn luyện viên:  Jesús Del Muro
| Số | Vt | Cầu thủ            | Ngày sinh (tuổi)            | Số trận | Câu lạc bộ     |
| -- | -- | ------------------ | --------------------------- | ------- | -------------- |
| 1  | TM | Félix Fernández    | 11 tháng 1, 1967 (20 tuổi)  |         | Texcoco        |
| 2  | HV | Gerardo Carmona    | 26 tháng 11, 1970 (16 tuổi) |         | Tecos UAG      |
| 3  | HV | Leopoldo Guzmán    | 8 tháng 4, 1971 (16 tuổi)   |         | Cachorros Neza |
| 4  | TV | Juan Carlos Ortega | 28 tháng 8, 1970 (16 tuổi)  |         | Cruz Azul      |
| 5  | HV | Fulvio Palacios    | 3 tháng 8, 1970 (16 tuổi)   |         | Cruz Azul      |
| 6  | TV | Agustin Valdes     | 12 tháng 8, 1970 (16 tuổi)  |         | América        |
| 7  | TV | Gaspar Cisneros    | 6 tháng 1, 1971 (16 tuổi)   |         | Cachorros Neza |
| 8  | HV | José Luís Ortega   | 25 tháng 11, 1970 (16 tuổi) |         | Tecos UAG      |
| 9  | TĐ | Anselmo Sanabria   | 27 tháng 11, 1970 (16 tuổi) |         | Atlante        |
| 10 | TV | Fernando Soria     | 17 tháng 10, 1970 (16 tuổi) |         | Querétaro      |
| 11 | TV | Mario García       | 17 tháng 12, 1970 (16 tuổi) |         | Atlante        |
| 12 | TM | Oscar Resano       | 6 tháng 3, 1971 (16 tuổi)   |         | UNAM           |
| 13 | TV | Sergio Salgado     | 12 tháng 11, 1970 (16 tuổi) |         | UNAM           |
| 14 | HV | Heriberto Padilla  | 10 tháng 10, 1970 (16 tuổi) |         | Guadalajara    |
| 15 | TĐ | Daniel Landa       | 4 tháng 9, 1970 (16 tuổi)   |         | Cobras         |
| 16 | TĐ | Carlos Rivera      | 27 tháng 8, 1970 (16 tuổi)  |         | Cachorros Neza |
| 17 | TV | José Luís González | 29 tháng 11, 1970 (16 tuổi) |         | Atlante        |
| 18 | TĐ | Ramiro Romero      | 26 tháng 1, 1971 (16 tuổi)  |         | Cruz Azul      |

### Bolivia
Huấn luyện viên:  Eduardo Rivero
| Số | Vt | Cầu thủ          | Ngày sinh (tuổi)            | Số trận | Câu lạc bộ       |
| -- | -- | ---------------- | --------------------------- | ------- | ---------------- |
| 1  | TM | Rafael Arrazola  | 21 tháng 11, 1970 (16 tuổi) |         | Tahuichi Academy |
| 2  | HV | Herbert Arandia  | 9 tháng 11, 1972 (14 tuổi)  |         | Tahuichi Academy |
| 3  | TV | Erwin Aguilera   | 15 tháng 5, 1971 (16 tuổi)  |         | Tahuichi Academy |
| 4  | TĐ | Herman Alberty   | 27 tháng 9, 1970 (16 tuổi)  |         | Tahuichi Academy |
| 5  | TV | Marco Belmonte   | 4 tháng 8, 1972 (14 tuổi)   |         | Tahuichi Academy |
| 6  | TV | Luis Cristaldo   | 31 tháng 8, 1970 (16 tuổi)  |         | Tahuichi Academy |
| 7  | TĐ | Marco Etcheverry | 26 tháng 9, 1970 (16 tuổi)  |         | Tahuichi Academy |
| 8  | TĐ | Óscar Fernández  | 21 tháng 8, 1970 (16 tuổi)  |         | Tahuichi Academy |
| 9  | TĐ | David Hurtado    | 29 tháng 8, 1972 (14 tuổi)  |         | Tahuichi Academy |
| 10 | HV | Ko Ishikawa      | 10 tháng 8, 1970 (16 tuổi)  |         | Tahuichi Academy |
| 11 | HV | Eduardo Jiguchi  | 4 tháng 8, 1970 (16 tuổi)   |         | Tahuichi Academy |
| 12 | TM | Julio Encinas    | 19 tháng 10, 1970 (16 tuổi) |         | Tahuichi Academy |
| 13 | TV | Manuel Lobo      | 21 tháng 8, 1970 (16 tuổi)  |         | Tahuichi Academy |
| 14 | HV | José Méndez      | 27 tháng 8, 1970 (16 tuổi)  |         | Tahuichi Academy |
| 15 | TV | Jorge Marañón    | 11 tháng 9, 1970 (16 tuổi)  |         | Tahuichi Academy |
| 16 | TV | Mario Ribera     | 7 tháng 9, 1971 (15 tuổi)   |         | Tahuichi Academy |
| 17 | HV | Socrates Suárez  | 3 tháng 8, 1970 (16 tuổi)   |         | Tahuichi Academy |
| 18 | HV | Marcos Urquiza   | 12 tháng 12, 1970 (16 tuổi) |         | Tahuichi Academy |